# Gilbert Poirot
Pour les articles homonymes, voir Poirot.
Gilbert Poirot, né le 21 septembre 1944 à La Bresse dans le département des Vosges et mort le 1er février 2012 à Chamonix, de maladie, est un sauteur à ski français. Il a consacré sa vie au saut à ski.

## Biographie

### Jeunesse
Benjamin d'une fratrie de huit garçons, Gilbert Poirot voit le jour dans la vallée du Chajoux à La Bresse, et découvre le saut à skis, avec ses frères, aux abords de la ferme familiale, entouré d'une famille vouée à la passion du ski.

### Carrière sportive
Gilbert Poirot est très vite repéré par le comité régional pour défendre les couleurs du massif vosgien sur le plan national. Il participe à la tournée des quatre tremplins de 1963 à 1976.
Il participe aux jeux olympiques d'hiver de 1968 à Grenoble où il est le porte-drapeau de l'équipe de France dans le Stade olympique de Grenoble. Il prend la dixième place sur le petit tremplin à Autrans et la dixième place aussi sur grand tremplin à Saint-Nizier.
Il participe également aux jeux olympiques d'hiver de 1972 à Sapporo.

### Carrière professionnelle
Après sa carrière de sauteur, il reste actif dans le milieu du saut à ski, et devient entraîneur pour les juniors et les seniors, ainsi que juge international à la Fédération internationale de ski.
Lors des jeux olympiques d'hiver de 1992 à Albertville, Gilbert Poirot est responsable de la préparation des tremplins du Praz de Courchevel.

### Vie privée
Gilbert Poirot et son épouse Viviane ont trois enfants, Karine, Christophe et Jean-Charles.

## Palmarès

### Jeux Olympiques
| Épreuve / Édition | Grenoble 1968 | Sapporo 1972 |
| Petit Tremplin    | 10e           | 43e          |
| Grand Tremplin    | 10e           |              |